# 圣雅各伯修道院

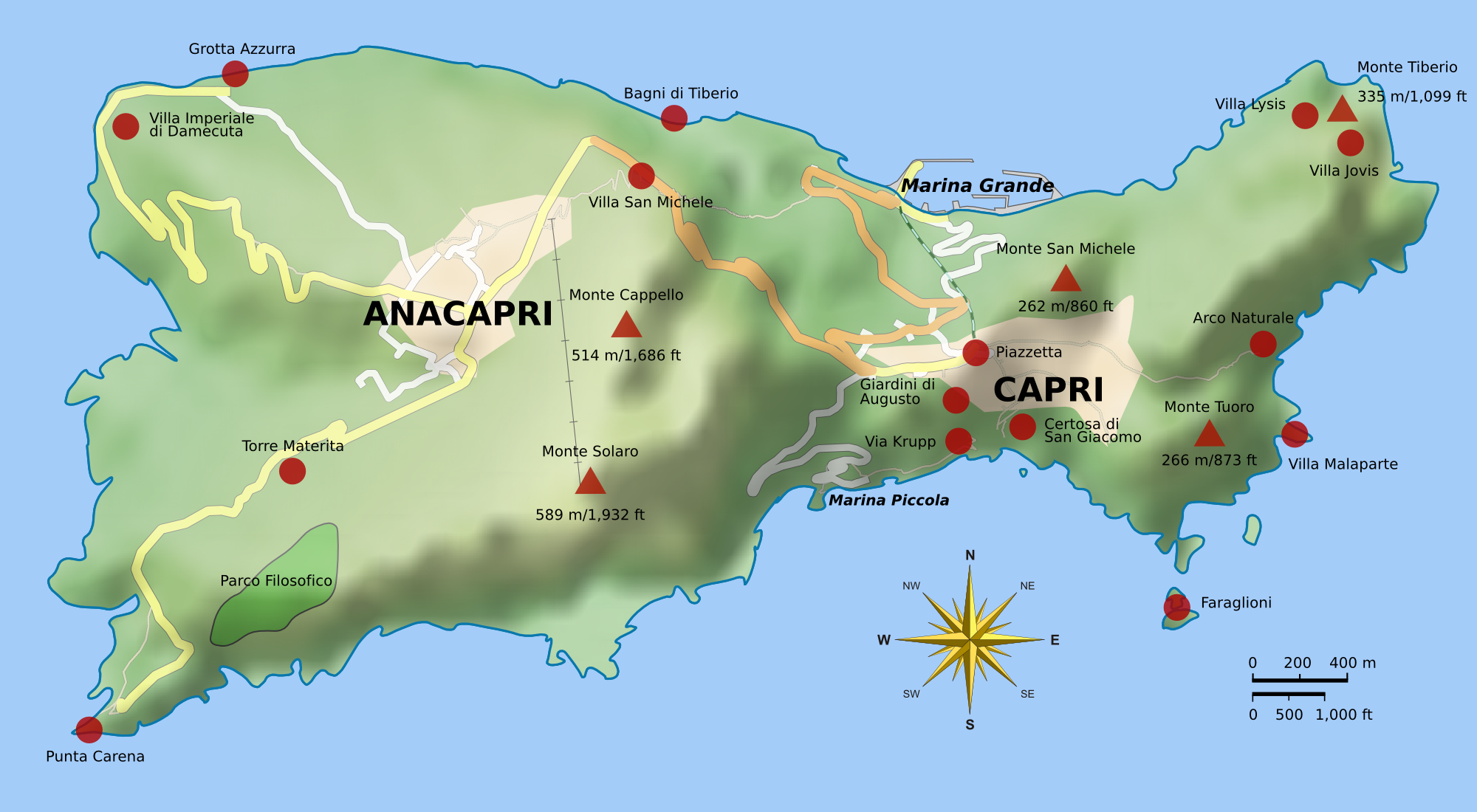
圣雅各伯修道院的位置

圣雅各伯修道院（Certosa di San Giacomo）是一座加尔都西会修道院，位于意大利南部卡普里岛，靠近南岸的小港（Marina Piccola），由雅各伯·阿尔库奇成立于1363年。修道院有三个主要区域：药房和女子教堂、修士住所，以及客房。大回廊是一个文艺复兴晚期的设计，而小回廊的特色是大理石罗马圆柱。

## 历史
雅各伯·阿尔库奇伯爵是乔万娜一世的秘书，在1371年建立修道院。他本人后来也在1386年成为修士。
岛民与拥有土地以及放牧和狩猎权修士之间经常发生冲突。在1656年卡普里岛鼠疫期间，修士将自己封闭起来，于是岛上居民把他们的尸体扔进修道院的墙内进行报复。
自1974年以来，修道院内设有卡尔·威廉迪芬巴赫博物馆，用于文化活动；还有一所中学。

## 参考

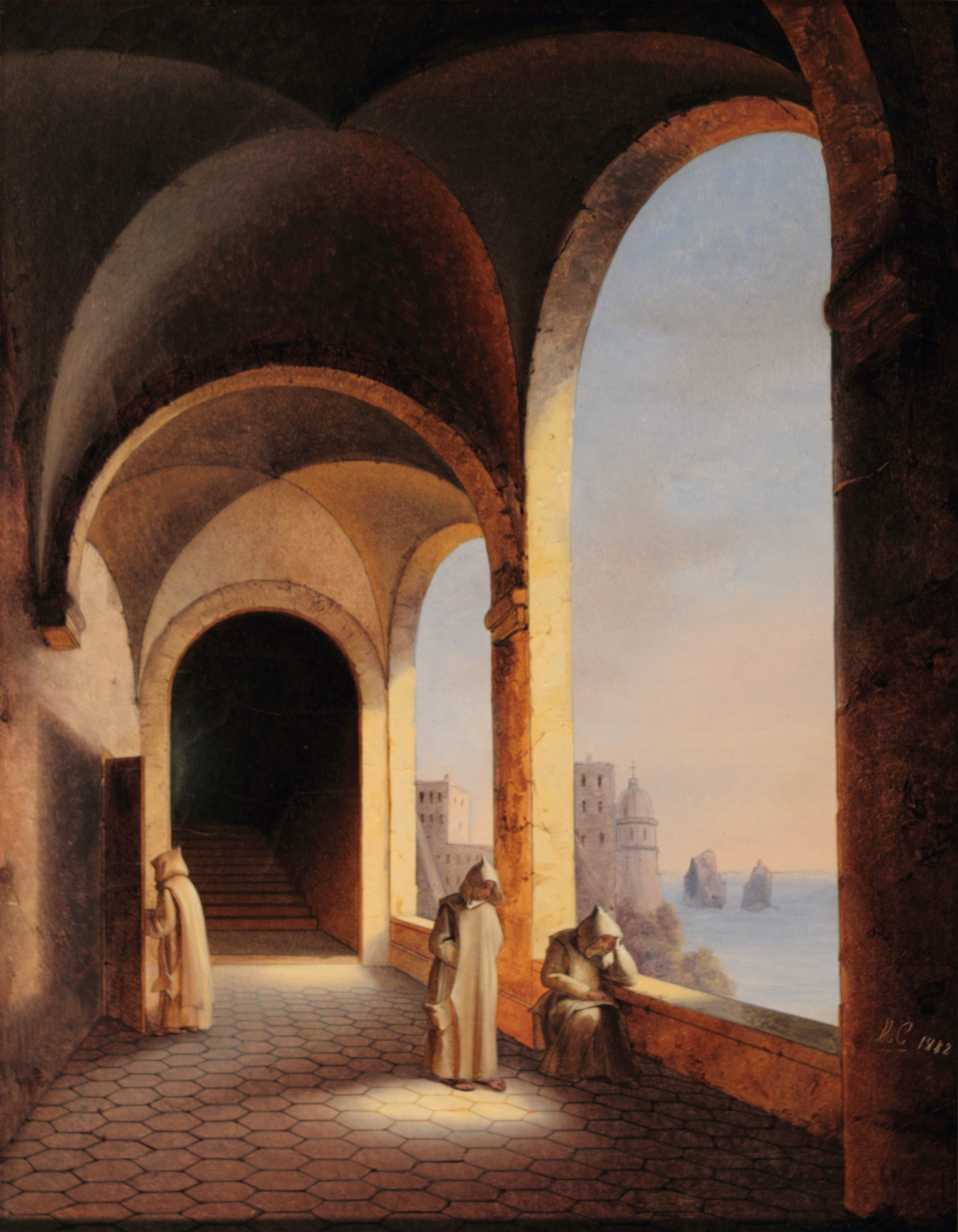